# Успенский храм (Добшо)
Церковь Успения Пресвятой Богородицы (Успенский храм) — недействующий православный храм в деревне Добшо Торопецкого района Тверской области. В настоящее время находится в сильно разрушенном состоянии. Памятник архитектуры федерального значения.

## Расположение
Храм расположен в центральной части деревни Добшо. Находится в 30 метрах от автомобильной дороги Торопец — Озерец.

## История
Каменный Успенский храм был построен в 1762 году на средства полковника Герасима Семеновича Раздеришина на месте прежней одноимённой церкви.
Имел три престола: главный в честь Успения Пресвятой Богородицы и придельные в честь великомученицы Параскевы и в честь Святого Николая Чудотворца.

Отдельно от храма стояла колокольня, на которой висело 10 колоколов. На пяти из них имелась надпись:
Лит сей колокол коштом примером прихожанина Eгopa Васильевича сына Раздеришина.
Самый большой из колоколов них весил 655 кг.
В церкви хранились почитаемые прихожанами иконы Господа Вседержателя и Beликомученицы Параскевы.
Причт храма состоял из священника и псаломщика.
В 1876 году храм имел 1455 прихожан (696 мужчин и 759 женщин), 1551 прихожанин (741 мужчина и 810 женщин).
В 1930-х годах храм был закрыт, а в настоящее время находится в руинированном состоянии.

## Архитектура
Успенская церковь — типичный пример храма типа восьмерик на четверике. С востока к основному объему здания примыкает граненая апсида, с запада — трапезная с невысокими сводами.
Отдельно стоящая колокольня, уничтоженная советскими властями, была похожей на колокольню Преображенского храма в Торопце.
Отмечается, что наиболее похожие на Успенскую церковь храмы находятся не в Торопецком, а в Осташковском районе (см. Житенный монастырь).

## Духовенство
В разные годы в Успенском храме служили:
- Священник Василий Емелиянович Архангельский
- Священник Иаков Васильевич Архангельский
- Дьякон Константин Аполицкий
- Псаломщик Александр Ратьковский

## Галерея

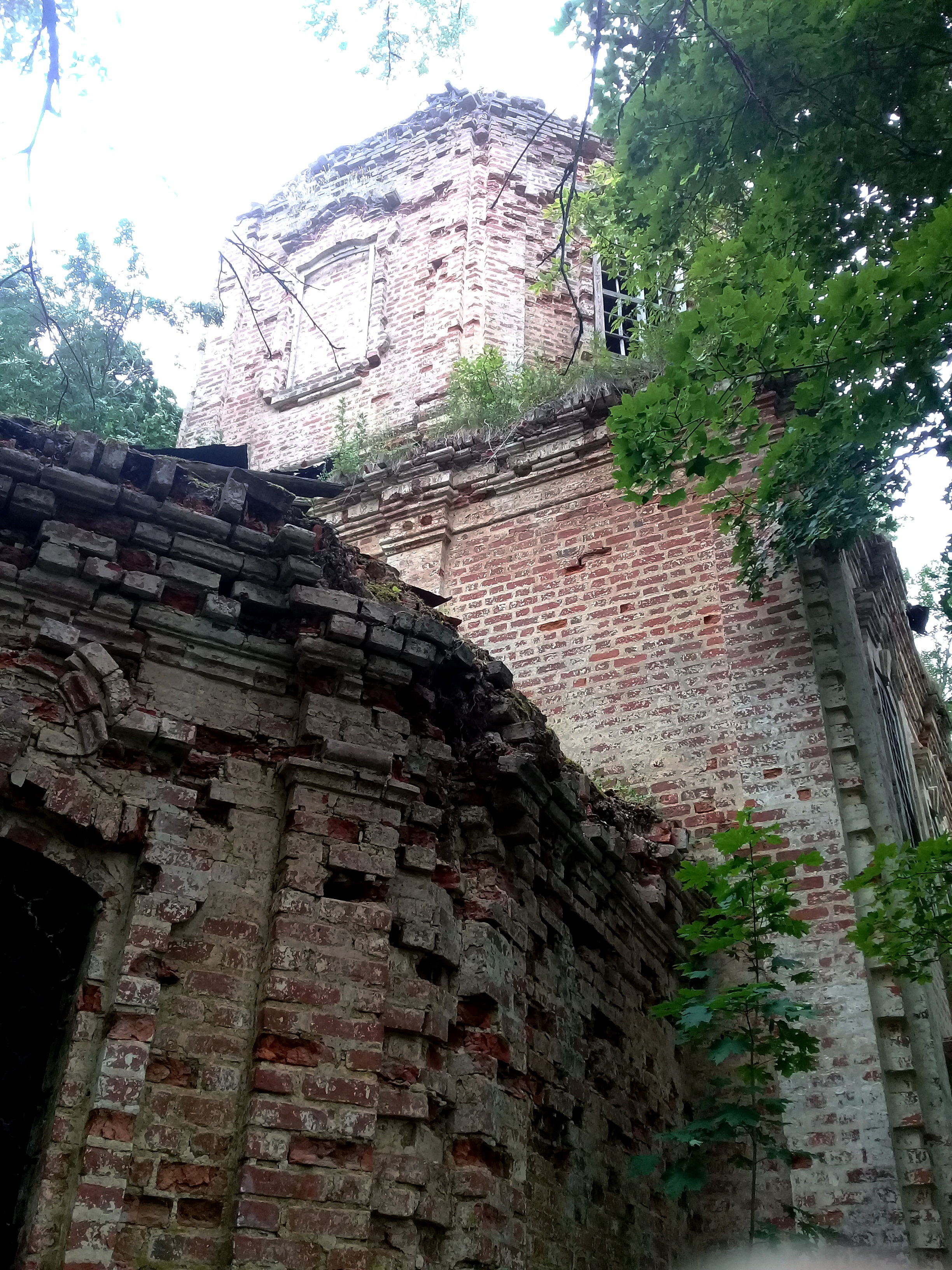
Современное состояние храма.
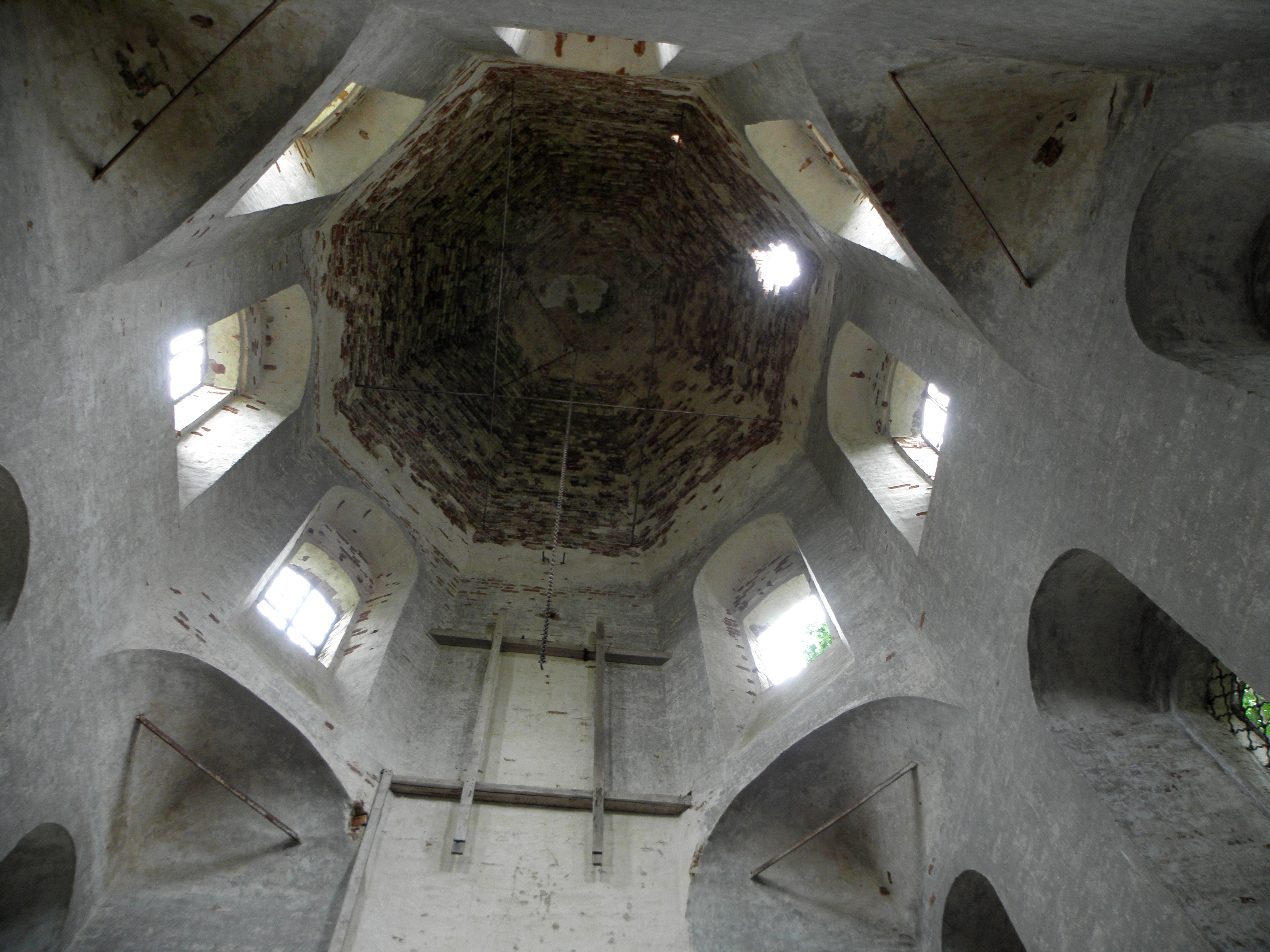
Потолок.
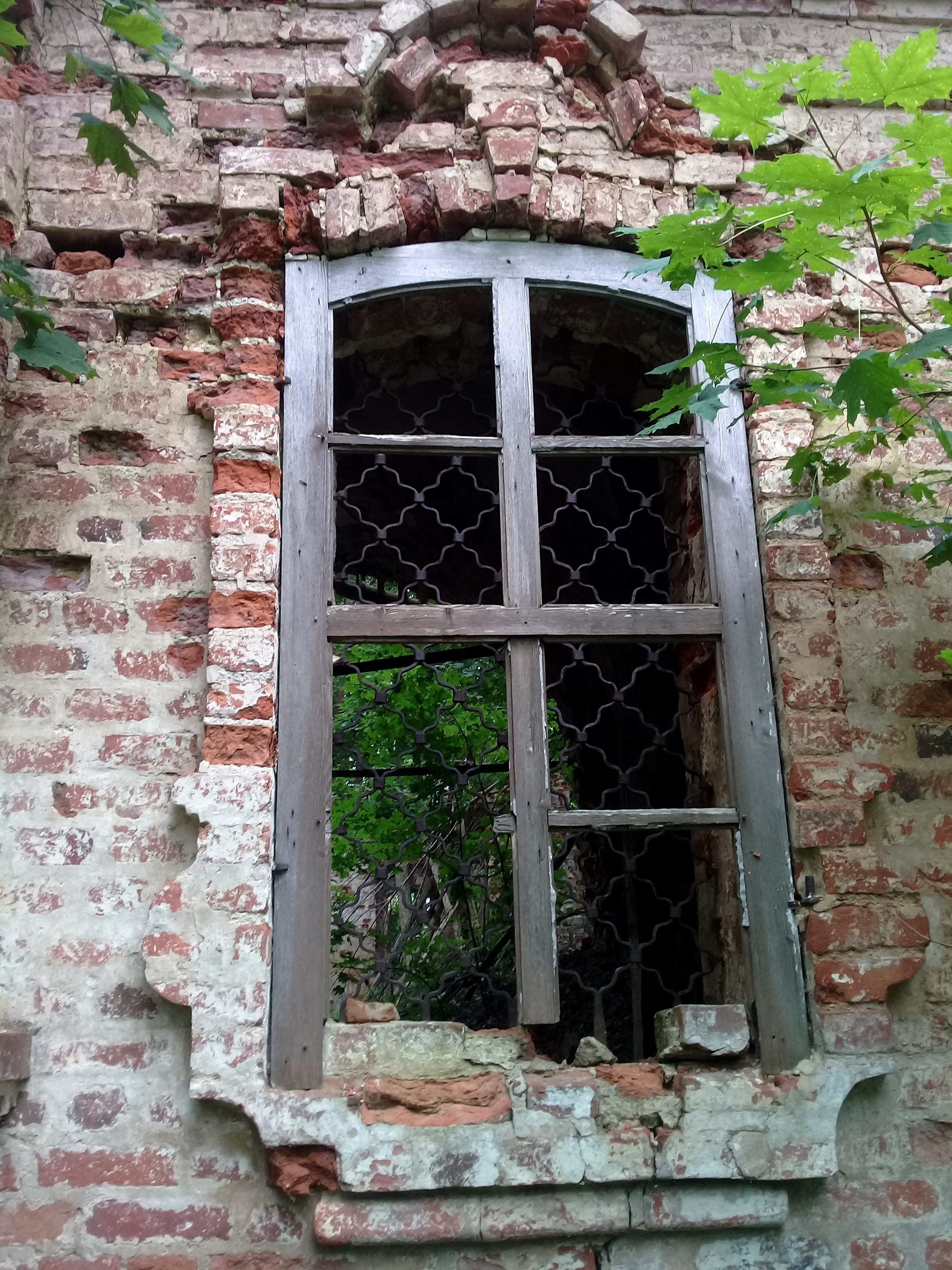
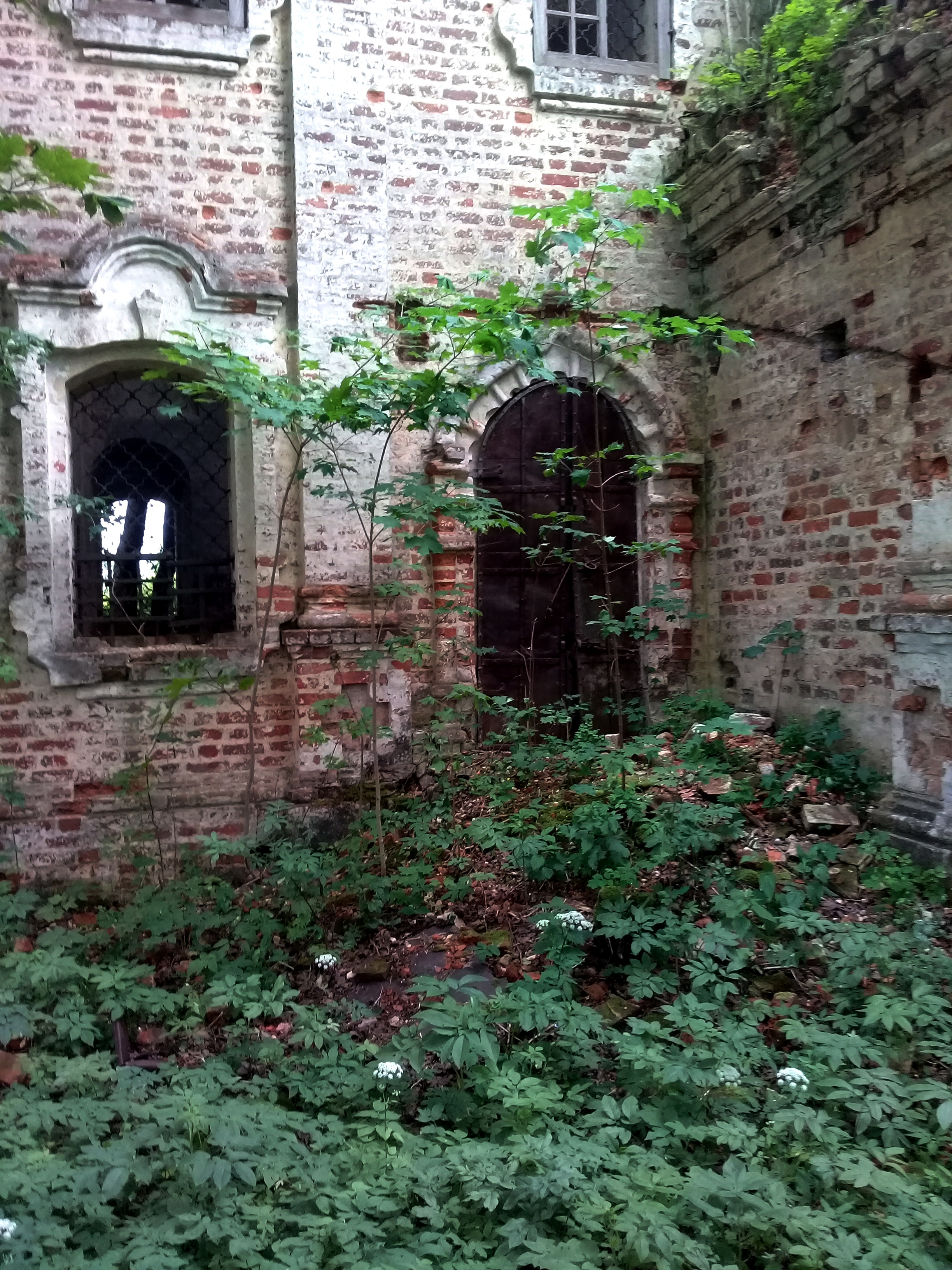
Дверь.